# Jakarta Velocity
Apache Velocity (anteriorment conegut com a Jakarta Velocity) és un projecte de codi obert dirigit per Apache Software Foundation. Velocity és un motor de plantilles basat amb Java que proporciona una llenguatge de plantilles senzill però encara potent per referenciar objectes definits amb codi Java. El seu objectiu és assegurar una separació neta entre la capa de presentació i la capa de negocis en aplicacions Web (vegeu el patró de disseny de model vista-controlador).

## Exemple de codi
La següent plantilla:
```
##
 
Velocity
 
Hello
 
World

<html>

 
<body>

 
#set($foo
 
=
 
"Velocity")

 
##
 
followed
 
by

 
Hello
 
$foo
 
World!

 
</body>

</html>

```

Un cop processada amb Velocity produirà el següent text:
```
<html>

 
<body>

 
Hello
 
Velocity
 
World!

 
</body>

</html>

```

La sintaxi i el concepte global de les plantilles d'Apache Velocity són molt semblants a la sintaxi del motor antic de plantilles WebMacro el qual actualment és un projecte de codi obert.